# Agromyza flaviceps
Agromyza flaviceps är en tvåvingeart som beskrevs av Fallen 1823. Agromyza flaviceps ingår i släktet Agromyza och familjen minerarflugor.
Artens utbredningsområde är Sverige. Arten är reproducerande i Sverige. Inga underarter finns listade i Catalogue of Life.